# Klippmarsvin
Klippmarsvinen (Kerodon rupestris) lever i nordöstra Brasilien, bland klippor och törnbuskar. Arten listades tidigare som ensam art i släktet Kerodon, men 1997 beskrevs ytterligare en art, Kerodon acrobata.

## Utseende
Till utseendet skiljer sig klippmarsvinet från arterna i släktet egentliga marsvin (Cavia). Arten är lite större och slankare, tårna saknar skarpa klor och har istället oskarpa naglar. Vikten går upp till 0,9 eller sällan 1,0 kg. Pälsen har på ryggen en grå färg med inblandade vita och svarta hår och buken är gulbrun.

## Utbredning och habitat
Arten förekommer i östra Brasilien mellan delstaterna Piaui och Minas Gerais. Den saknas nära kusten. Habitatet utgörs av klippiga områden med glest fördelade buskar och träd.

## Ekologi
Tassarna har kraftiga trampdynor, som gör att de får bra grepp på de hala klipporna. De kan ta viga språng mellan stenblocken. Egenskapen att klippmarsvinet saknar klor gör dem till skickliga klättrare. De klättrar snabbt upp i träden och man kan se dem springa omkring på de smala trädgrenarna.
Deras huvudsakliga föda utgörs av trädens och buskarnas blad. Dessutom äter de bark, frön, blommor och unga växtskott. Individerna vilar gömd bakom stenar, i bergssprickor och när marken är mjuk kan de gräva jordhålor. Klippmarsvinet lever i små grupper, som omfattar en hane och en eller några honor. Honor kan ha upp till tre kullar per år och per kull föds en eller två ungar. Dräktigheten varar cirka 75 dagar och ungarna väger ungefär 75 gram vid födelsen. Efter 35 dagar slutar honan med digivning. Med människans vård kan klippmarsvinet bli 11 år gammalt. I naturen lever individerna sällan mer än 3 år.
Det förekommer en utbredd jakt på klippmarsvinet, och i vissa områden minskar beståndet drastiskt i antal. Genom att skydda deras områden hoppas man kunna säkra deras existens.